# Photinia glomerata
Photinia glomerata es una especie de árbol perteneciente a la familia de las rosáceas. Se encuentra en China.

## Descripción
Es un arbusto o pequeño árbol de hoja perenne, que alcanza un tamaño de 6-10 m de altura. Las ramillas de color marrón o púrpura marrón grisáceo cuando son viejas, tomentosas cilíndricas, densamente amarillo cuando jóvenes, glabros cuando es viejo, con muchas lenticelas esparcidas; los brotes ovoides, de 3-4, pubescentes, el ápice obtuso; escamas de color marrón oscuro. Pecíolo de 2-4 cm, en un principio densamente tomentosos, más tarde subglabras, oblongas o lanceoladas lámina de la hoja a oblanceoladas, coriáceas, con 6-18 x 2,5-6 cm, 12-20 pares de venas laterales, base oblicuamente cuneada a redondeada, margen algo revoluto, aserrado, el ápice cortamente acuminado. Las inflorescencias en corimbos compuestos terminales, de 5-10 × 6-12 cm, con muchas flores, raquis y pedicelos densamente tomentosos de color amarillo. Pedicelo casi ausente o muy corto. Las flores fragantes, de 4-5 mm de diámetro. Hipanto cupular, 1-1.5 mm, densamente tomentosos abaxialmente amarillos. Sépalos erectos, ovados, 1-1,5 mm, ápice agudo. Pétalos blancos, suborbiculares, 2-2,5 mm de diámetro.  Estambres 20, casi tan largos como los pétalos.  Fruta roja, ovoide, de 5-7 × 2.5-4 mm, glabras. Fl. mayo-junio, fr. agosto-septiembre.

## Distribución y hábitat
Se encuentra en los bosques mixtos, en matorrales, bordes de carreteras, pistas, a una altitud de 1500 - 2600 metros en Hubei, Sichuan, Yunnan en China.

## Taxonomía
Photinia glomerata fue descrita por Alfred Rehder & Ernest Henry Wilson y publicado en Plantae Wilsonianae 1(2): 190–191, en el año 1912.
Sinonimia
- Eriobotrya griffithii (Decne.) Franch.
- Photinia franchetiana Diels
- Photinia glomerata var. cuneata T.T. Yu
- Photinia glomerata var. microphylla T.T. Yu
- Photinia griffithii Decne.
- Photinia serrulata var. congestiflora Cardot[4]